# Links Richten
Links Richten was de naam van een 'Arbeiders-Schrijverscollectief' dat in 1930 werd opgericht. Dit Nederlandse schrijverscollectief gaf in de jaren 1932 en 1933 het gelijknamige tijdschrift Links Richten uit, waarvan in totaal elf nummers verschenen.

## Arbeiders-Schrijverscollectief
In de jaren twintig en dertig van de twintigste eeuw voelde een groot aantal Nederlandse schrijvers zich aangetrokken tot het Rusland van na de revolutie en was lid of sympathisant van de Communistische Partij Holland (CPH).
In 1930 deden Freek van Leeuwen, Jac. van Hattum, Klaas Smelik en Jef Last in het tijdschrift De Nieuwe Weg een oproep om een Arbeiders-Schrijverscollectief op te richten. Wat zij met dit collectief voor ogen hadden, wordt goed uitgedrukt door de volgende tekst:
"Kameraden, de tijd is rijp, de burgerlijke literatuur sterft aan haar eigen rotheid, het proletariaat hunkert naar beter voedsel. Alle arbeiders en alle jonge auteurs die bereid zijn zich aan de proletarische discipline te onderwerpen, zijn welkom."
Er was vrij veel animo en Links Richten werd opgericht. Niet lang daarna werd besloten het gelijknamige tijdschrift uit te geven. De eerste publicatie van het collectief was echter een manifest naar aanleiding van een huurstaking in de Rotterdamse Tuinderstraat. De tekst was van Bertus Meijer en Freek van Leeuwen en het pamfletje werd voor één cent verkocht. Geert van Oorschot - de latere uitgever - wiens gedichtenbundel Gevangenis door het collectief is uitgegeven, was in de beginfase van Links Richten van organisatorisch belang.

## Tijdschrift
Het tijdschrift Links Richten bevatte, naast beschouwingen over communistische literatuur, korte verhalen, poëzie en boekbesprekingen. Tot de vaste auteurs behoorden Freek van Leeuwen, Bertus Meijer (1900-1980), Jef Last, Maurits Dekker (1896-1962), G.J.M. van het Reve (onder het pseudoniem "Gerard Vanter"), A.J. Koejemans (1903-1982) en Anton de Kom (1898-1945). Bekende kunstenaars zoals Joris Ivens, Theun de Vries, E. du Perron en Jacques Gans leverden eenmalig een bijdrage.
Het tijdschrift hield op te bestaan toen er onenigheid ontstond over de aanleiding tot de Rijksdagbrand. Velen waren het niet eens met het officiële standpunt van de CPH dat Marinus van der Lubbe een handlanger van de nazi's was geweest en beëindigden hun medewerking. In 1973 publiceerde de Amsterdamse uitgeverij Van Gennep een editie met alle verschenen nummers.